# Fagrskinna
Die Fagrskinna (deutsch: Schönes Pergament) ist eine der altnordischen Königssagas, welche die Geschichte der norwegischen Könige von Halvdan Svarte (9. Jh.) bis zum Kampf mit den Birkebeinern (1177) (siehe Erling Skakke und Magnus Erlingsson) erzählt. Ihr Name wurde von dem Geschichtsschreiber Þormóður Torfason (latinisiert Torfaeus) (1636–1719) einer ihm vorliegenden Handschrift ihres schönen Aussehens wegen verliehen. Später ging der Name der Handschrift auf das auch anderweitig überlieferte Werk über. Ursprünglich hat es wohl den Titel Nóregs konungs tal oder Ættartal Nóregs konungu getragen.
Heute besteht weitgehender Konsens darüber, dass Fagrskinna um oder kurz nach 1220 in Norwegen entstanden ist. Als wahrscheinlich wird die Gegend um Trondheim angesehen. Die verfolgte Tendenz königstreuer Darstellung und die Parteinahme gegen Erling Skakke und für die Birkebeiner, deren Anführer Sverre Sigurdsson König wurde, lässt den Schluss zu, dass das Werk im Auftrag Håkon Håkonssons verfasst wurde. Als Verfasser wird auf Grund der profunden Kenntnisse der Skaldendichtung ein Isländer angenommen.
In der Neuzeit waren zwei Handschriften bekannt, die aus Norwegen stammten und 1728 beim großen Brand der Bibliothek in Kopenhagen vernichtet wurden. Heute gibt es noch gute Abschriften auf Papier aus dem 17. Jahrhundert, die von Isländern verfertigt worden sind. Sie befinden sich in der Arnamagnäanischen Sammlung in Reykjavík und in der Universitätsbibliothek in Oslo. Sie wurde erstmals 1847 von Peter Andreas Munch und Carl Richard Unger ediert. Eine bessere Ausgabe wurde dann 1902 von Finnur Jónsson besorgt. Die neueste Edition ist die von Barni Einarsson (Reykjavík 1984).

## Inhalt
Die Fagrskinna beginnt mit Halvdan Svarte, dem Vater Harald Hårfagres. Es handelt sich um die Einleitung zu einer Geschichte über das Königsgeschlecht Haralds. Daher wird dort der Traum, der die dauernde Königsherrschaft des Geschlechts weissagt, ausführlich geschildert. Der Verfasser betont immer wieder, dass alle norwegischen Könige aus dessen Geschlecht stammen. Dann werden der Reihe nach alle Könige behandelt, wobei ein gewisses Schema sichtbar wird: Nach einem guten König folgt ein böser König, dem wieder ein guter König. Harald Hårfagre folgt Erik Blutaxt, dem Håkon der Gute, dem wieder Harald Gráfell und dessen Brüder, über die nichts Gutes zu berichten ist. Jarl Håkon Sigurdsson war kein König, wird am Anfang erfolgreich, dann aber als unbeliebt dargestellt. Als König folgt eine sehr knappe Darstellung Olavs Tryggvason wieder in gutem Licht. Ihm folgt die Darstellung Olavs des Heiligen, der wieder nicht so gut dargestellt wird, indem sein Vorgehen gegen die Heiden als sehr rücksichtslos beschrieben wird. Das Hauptgewicht wird auf die Schlacht von Stiklestad gelegt, vom Christentum ist nur wenig die Rede. Ganz schlecht werden wieder dessen Nachfolger Sveinn, Sohn Knuts des Großen, und seine Mutter Alfiva beurteilt. So geht es immer auf und ab bis zum Aufstand der Birkebeiner, für die der Verfasser klar Partei ergreift. Das Buch endet mit dem ersten großen Sieg der Birkebeiner in der Schlacht von Re 1177.